# 悠未先生のロングホームルーム
悠未先生のロングホームルーム（ゆうみせんせいのロングホームルーム）は2020年4月5日からエフエム福岡（FM FUKUOKA）で放送されているラジオ番組で、福岡のローカルアイドル・LinQに所属する髙木悠未の冠番組である。
ここではFM FUKUOKAで当該時間帯に放送してきたLinQの番組についても述べる。

## 放送時間
- 毎週日曜日　18:00 - 18:30

放送時間自体は変更されていない。

## ぐるっとまあるいLinQの「わ」
ぐるっとまあるいLinQの「わ」（ぐるっとまあるいリンクの「わ」）は2015年4月 - 2017年8月に放送された第1シリーズ。実質エフエム東京（TOKYO FM）で放送されていた『LinQの「わ」』の後継。
パーソナリティ
- 天野なつ（LinQ 2代目リーダー / 当時：LinQ Lady） - 『LinQの「わ」』から続投
- 髙木悠未（当時：LinQ Qty） - 『LinQの「わ」』には初回にゲスト出演。当番組から天野のパートナーとして参加。

## 悠未と彩乃のLinQuestion?!
悠未と彩乃のLinQuestion?!（ゆうみとあやののリンクエスチョン?!）は2017年9月 - 2018年3月に放送された第2シリーズ。天野が長期休養に入ることから天野のパートナーであった髙木と山木を新たに投入させリニューアルした。
パーソナリティ
- 髙木悠未
- 山木彩乃

## 悠未とさくらのLinQuestion?!
悠未とさくらのLinQuestion?!（ゆうみとさくらのリンクエスチョン?!）は2018年4月 - 2020年3月に放送された第3シリーズ。内容自体は大きく変わらないが、山木が留学のため卒業することに伴い、新木さくらを新たに投入させリニューアルした。
パーソナリティ
- 髙木悠未
- 新木さくら

## 悠未先生のロングホームルーム
悠未先生のロングホームルーム（ゆうみせんせいのロングホームルーム）は2020年4月5日から放送中の現行第4シリーズ。新木が抜け、再びリニューアル。学校をモチーフにした番組構成となり、生徒役として西川さとり（FM FUKUOKA アナウンサー）が登場。
パーソナリティ
- 先生：髙木悠未
- 生徒：西川さとり

## 関連番組
- ZERO MORNING - 第4シリーズで髙木のパートナーを務める西川が担当する番組。当番組での裏話を披露することがある。